# Tischtennis-Verband Niedersachsen
Der  Tischtennis-Verband Niedersachsen e. V. (kurz: TTVN) ist der Zusammenschluss der Tischtennis-Vereine in Niedersachsen. Er ist nach Anzahl der Mitglieder der zweitgrößte Landesverband im DTTB (hinter dem Bayerischen Tischtennis-Verband und vor dem Westdeutschen Tischtennis-Verband). Die Geschäftsstelle ist in Hannover.
Derzeit (2006) sind ihm etwa 1.600 Vereine mit mehr als 8.000 Mannschaften und etwa 90.000 Aktiven angeschlossen. Der Verband ist aufgeteilt in die vier Bezirke Braunschweig (11 Kreise), Hannover (6 Kreise), Lüneburg (11 Kreise) und Weser-Ems (16 Kreise).
Aktueller Präsident ist Heinz Böhne.
Das offizielle Organ des TTVN ist die Zeitschrift Tischtennis Magazin welche monatlich erscheint.

## Geschichte
Der TTVN wurde am 28. Juni 1947 in Braunschweig im Bunker Bockstwete gegründet. Hauptinitiator war Werner Kiene, der diese Gründung im Dezember 1946 mit den Bezirksfachwarten in Göttingen vorbereitet hatte. Der erste Vorstand bestand aus:
- 1. Vorsitzender: Rudolf Gerlach (Braunschweig) (bis 1950)
- 2. Vorsitzender: Werner Kiene (Bremerhaven) (bis 1950 sowie 1972–1978)
- Schatzmeister: Carl Adloff (Sehlde) (bis 1950)
- Schriftwart: Hans-Georg Gerlach (Braunschweig) (bis 1950)
- Jugendwart: Walter Holthusen (Steinkirchen) (bis 1949)
- Sportwart: Franz Frank (Hildesheim) (bis 1948)
- Pressewart: Heinz Böcker (Peine) († 1966) (bis 1950)

Geschäftsstelle war das Haus des Sports in Hannover.
Zu dem Verband gehörte damals auch der Bezirk Bremen. Am 19. Januar 1951 schied der Bezirksverband Bremen aus und gründete den eigenen Landesverband Fachverband Tischtennis Bremen. Am 11. Februar des gleichen Jahres übernahm Ernst Reiß den Vorsitz. Ihm folgte 1979 Hans Giesecke.
Ende 2003 zog die Geschäftsstelle innerhalb von Hannover in die Akademie des Sports um.

## Mitgliederentwicklung
| Jahr | Vereine | Mitglieder | Mannschaften |
| ---- | ------- | ---------- | ------------ |
| 1960 | 694     | 32.005     |              |
| 1967 | 1.251   | 43.408     |              |
| 1990 | 1.653   | –          | 10.669       |
| 1995 | 1.669   | –          | 10.044       |
| 2000 | 1.643   | 103.419    |              |

## Vorsitzende / Präsidenten
- 1947 – 1950: Rudolf Gerlach (* 1912)
- 1950 – 1951: Kurt Entholt
- 1951 – 1979: Ernst Reiß (Hannover) (* 1912; † 1994)
- 1979 – 1996: Hans Giesecke
- 1996 – 2004: Rolf Krukenberg (Stuhr)
- 2004 – 2008: Heinz Böhne
- Juni 2008 – November 2008: Udo Bade (Rücktritt)
- November 2008 – Februar 2009: Sprecher des Präsidiums als Übergangspräsident: Joachim Pförtner
- ab Februar 2009: Heinz Böhne

## Vizepräsidenten
Stand 19. Juni 2016 (Landesverbandstag):
- VP Finanzen: Andreas Schmalz
- VP Wettkampfsport: Dr. Dieter Benen
- VP Leistungssport: Michael Bannehr
- VP Bildung: Joachim Pförtner
- VP Sportentwicklung: Sigrun Klimach

## Ressortleiter
Stand 19. Juni 2016 (Landesverbandstag):
- RL Erwachsenensport u. WO / Ausführungsbestimmungen: Jochen Dinglinger
- RL Jugendsport: Holger Ludwig
- RL Seniorensport: Hilmar Heinrichmeyer
- RL Schiedsrichtereinsatz / Schiedsrichterwesen: Lutz Helmboldt
- RL Jugendarbeit: Sven Plaschke
- RL Schulsport: Bernd Lüssing
- RL Lehre: Ralf Michaelis
- RL Schiedsrichterausbildung: Bastian Heyduck
- RL Sportrecht: Ralf Kellner
- RL Öffentlichkeitsarbeit: Dieter Gömann

Die Ressorts Breitensport, Organisation / Entwicklung, Funktionäre und Marketing sind derzeit nicht besetzt.

## Ehrenmitglieder
- Carl Adloff (verliehen: 28. Juni 1967 in Braunschweig)[8]
- Ernst Reiß – Ehrenvorsitzender, später Ehrenpräsident[9]
- Hans Giesecke, Ehrenpräsident (verliehen 1996)[10]
- Hans-Karl Bartels, verliehen LVT 2004,
- Egon Geese,
- Hans-Dieter Herlitzius und
- Werner Kiene

## Landesmeisterschaften von Niedersachsen
In den Einzelwettbewerben gab es bisher folgende Sieger:
| Jahr | Spielort          | Herren            | Damen                   |
| ---- | ----------------- | ----------------- | ----------------------- |
| 1948 | Lüneburg          | Konrad Dettmer    | Inge Mittelbach         |
| 1949 | Osnabrück         | Gerd von Büchler  | Inge Mittelbach         |
| 1950 | Hannover          | Konrad Dettmer    | Inge Mittelbach         |
| 1951 | Hannover          | Franz Schroers    | Martha Behrens          |
| 1952 | Braunschweig      | Gerd Kohlberg     | Inge Mittelbach         |
| 1953 | Osnabrück         | Gerd Kohlberg     | Inge Mittelbach         |
| 1954 | Salzgitter        | Konrad Dettmer    | Martha Behrens          |
| 1955 | Göttingen         | Herbert Gomolla   | Oda Mielenhausen        |
| 1956 | Delmenhorst       | Herbert Gomolla   | Oda Mielenhausen        |
| 1957 | Neu-Büddenstedt   | Herbert Gomolla   | Oda Mielenhausen        |
| 1958 | Rotenburg         | Herbert Gomolla   | Oda Mielenhausen        |
| 1959 | Wolfsburg         | Herbert Gomolla   | Jutta Kruse             |
| 1960 | Osnabrück         | Herbert Gomolla   | Inge Müser              |
| 1961 | Misburg           | Herbert Gomolla   | Jutta Kruse             |
| 1962 | Letter            | Ernst Gomolla     | Ilse Lantermann         |
| 1963 | Gifhorn           | Ernst Gomolla     | Ilse Lantermann         |
| 1964 | Peine             | Ernst Gomolla     | Ilse Lantermann         |
| 1965 | Osnabrück         | Hans Micheiloff   | Uschi Matthias          |
| 1966 | Stadthagen        | Hans Micheiloff   | Hedda Homann            |
| 1967 | Stadthagen        | Hans Micheiloff   | Almuth Stöhr            |
| 1968 | Braunschweig      | Bernt Jansen      | Jutta Teller            |
| 1969 | Osnabrück         | Hans Micheiloff   | Brigitte Scharmacher    |
| 1970 | Verden            | Gerhard Steinbeck | Brigitte Scharmacher    |
| 1971 | Gifhorn           | Hans Micheiloff   | Margot Mahlke           |
| 1972 | Osnabrück         | Hans Micheiloff   | Brigitte Scharmacher    |
| 1973 | Northeim          | Alfred Nagel      | Brigitte Scharmacher    |
| 1974 | Obernkirchen      | Hans Micheiloff   | Brigitte Scharmacher    |
| 1975 | Stadthagen        | Hans Micheiloff   | Brigitte Scharmacher    |
| 1976 | Stadthagen        | Joachim Beck      | Rita Rose               |
| 1977 | Emden             | Joachim Beck      | Christa Hustedt         |
| 1978 | Celle             | Detlev Fuchs      | Angela Krey             |
| 1979 | Ahlem             | Joachim Beck      | Birgit Balke            |
| 1980 | Springe           | Uwe Meyerhoff     | Birgit Balke            |
| 1981 | Peine             | Bernd Koslowski   | Ruth Budde              |
| 1982 | Hildesheim        | Joachim Beck      | Barbara Zimmermann      |
| 1983 | Helmstedt         | Kai Seyffert      | Annette Mausolf         |
| 1984 | Oldenburg         | Detlef Schubert   | Annette Mausolf         |
| 1985 | Stadthagen        | Ralf-Dieter Jung  | Annette Mausolf         |
| 1986 | Geismar           | Joachim Beck      | Monika Stork            |
| 1987 | Hannover          | Peter Franz       | Ilka Böhning            |
| 1988 | Bad Iburg         | Peter Franz       | Ilka Böhning            |
| 1989 | Ahlem             | Holger Koenigs    | Marion Hebgen           |
| 1990 | Celle             | Jens Stolte       | Ruth Radtke             |
| 1991 | Cadenberge        | Jens Stolte       | Heike Ludewigs          |
| 1992 | Uslar             | Jens Stolte       | Ilka Uhrlandt           |
| 1993 | Bad Münder        | Berthold Pilsl    | Heike Ludewigs          |
| 1994 | Tostedt           | Berthold Pilsl    | Gaby Wolf               |
| 1995 | Algermissen       | Elger Neumann     | Ulla Rottmann           |
| 1996 | Emden             | Markus Lietzau    | Sabine Linnemeyer       |
| 1997 | Wrestedt          | Lars Hielscher    | Sabine Linnemeyer       |
| 1998 | Stade             | Frank Sternal     | Nicole Delle            |
| 1999 | Alfeld            | Oliver Alke       | Nicole Delle            |
| 2000 | Oker              | Sven Hielscher    | Ilka Uhrlandt           |
| 2001 | Lüneburg          | Michael Maxen     | Ilka Uhrlandt           |
| 2002 | Hagenburg         | Patrick Günther   | Ilka Uhrlandt           |
| 2003 | Groß Lafferde     | Jens Klingspon    | Nina Tschimpke          |
| 2004 | Hagenburg         | Jens Klingspon    | Nina Tschimpke          |
| 2005 | Algermissen       | Benjamin Rösner   | Christina Lienstromberg |
| 2006 | Erbstorf          | Lennart Wehking   | Svenja Obst             |
| 2007 | Groß Lafferde     | Lennart Wehking   | Christina Lienstromberg |
| 2008 | Oker              | Florian Buch      | Nina Tschimpke          |
| 2009 | Rotenburg         | Lars Petersen     | Rosalia Stähr           |
| 2010 | Bad Salzgitter    | Falkö Turner      | Anne Sewöster           |
| 2011 | Sulingen          | Lars Petersen     | Han Ying                |
| 2012 | Helmstedt         | Minh Tran Le      | Svenja Obst             |
| 2013 | Westercelle       | Richard Hoffmann  | Anne Sewöster           |
| 2014 | Georgsmarienhütte | Maximilian Dierks | Anne Sewöster           |
| 2015 | Georgsmarienhütte | Richard Hoffmann  | Svenja Obst             |
| 2016 | Helmstedt         | Richard Hoffmann  | Amelie Rocheteau        |
| 2017 | Hannover          | Richard Hoffmann  | Amelie Rocheteau        |
| 2018 | Georgsmarienhütte | Marius Hagemann   | Vivien Scholz           |
| 2019 | Algermissen       | Maximilian Dierks | Marie-Sophie Wiegand    |
| 2020 | Algermissen       | Tobias Hippler    | Caroline Hajok          |
| 2021 | ausgefallen       | ausgefallen       | ausgefallen             |
| 2022 | Salzgitter-Bad    | Patrick Decker    | Mia Griesel             |
| 2023 |                   | Patrick Decker    | Maja Kloke              |